# Манастир Придворица (Гацко)
Манастир Придворица је манастир Српске православне цркве у Придворици код Гацка, који припада епархије захумско-херцеговачке и приморске.
Црква је посвећена Светом кнезу Лазару, и метох је манастира Завала.

## Повијест
Света обитељ у селу Придворица бива изграђена 1935 године, те би запаљена 1942. године, на Божић од стране сусједа усташа и муслимана. Мјештани села Придворице су спаљени заједно са црквом од стране сусједа усташа затворени у сам храм.
Сусједи муслимани су заклали и спалили 168 мјештана села придворице на Божић 1942. Године.
Злочин над мјештанима описан је у роману "Нож" Вука Драшковића.

## Садашњост
Храм је обновљен  и освјештан 2009. године трудом вјернога народа, и мјесне самоуправе.
Пронађен је новооткривени ћирилични натпис у Придворици
"Овдје лежи Рапало калуђер".